# 太神楽

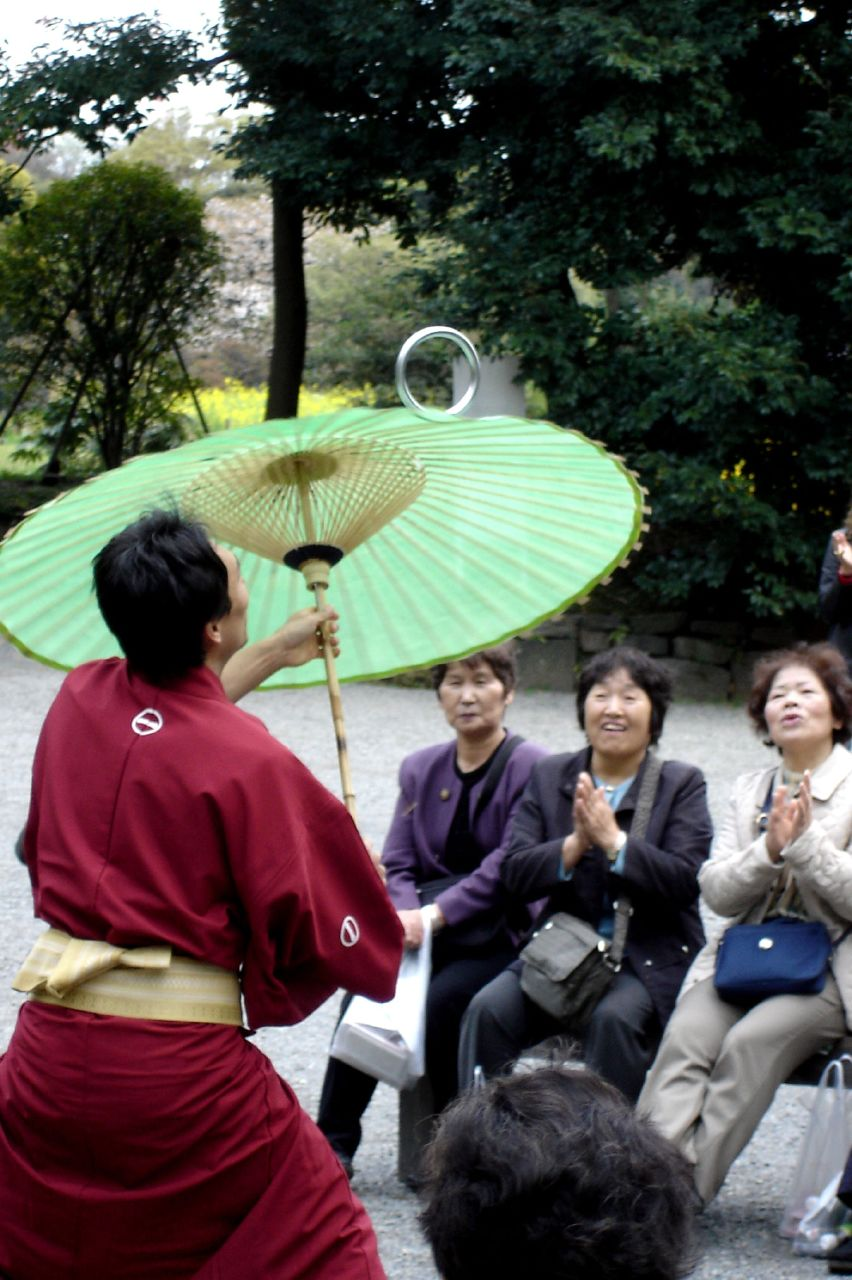
太神楽曲芸『傘の曲』

太神楽（だいかぐら）とは、江戸時代末期から寄席芸能として広く大衆の人気を集めた、日本の総合演芸で神楽の一種。主に獅子を舞わせて悪魔払いなどを祈祷する獅子舞をはじめとした「舞」と、傘回しをはじめとした「曲」（曲芸）がある。現在は寄席でおもに見られるが、伊勢大神楽のように大道での芸を続けるものもある。

## 概要
古くから神社を祭る式楽、舞楽（ぶがく）より生じ、江戸幕府が開府すると、太神楽師達は各大名に付いて地方へ広がり、獅子舞で氏子の家々を御祓（おはらい）する風習が生まれた。疫病や悪霊を払う力があると信じられている獅子舞を、正月や祝いの日に行う。地方によって、毎年正月に祝儀を払って家に呼び入れて舞ってもらい、不幸があった年は舞いはさせないがいつもの祝儀の一割程度を払うなどの風習があった。
獅子舞は基本的に2人で獅子頭（ししがしら）をかぶって舞うが、1人立ちで舞うことも多い。神様への奉納、氏子への祈祷などが主の「神事芸能」であったが、その後寄席の出現などに伴い「舞台芸能」へと変化をしていく。獅子舞の余興として演じていた曲芸は、娯楽を提供する「寄席芸能」へと発展した。祈祷のほかに、種々の曲芸や狂言風の掛合芸を次第に演じるようになり人気を呼んだ。伊勢と尾張には神楽組があり、初春になると諸国に巡回に出た。その影響を受けて、各地でもこの神楽を演じるようになったが、その一部は大道芸となり、余技であった曲芸のほうに力を注ぎ、江戸の太神楽のように寄席芸となり、色物として舞台に色を添えている。
寄席の人材経路には3つあり、伝統の流れで寄席にも進出した例、寄席で落語家の子弟が太神楽の修業をして舞台に出る例、それと国立劇場の太神楽人材育成コースを出て舞台に出る例がある。
伊勢大神楽の獅子舞は回檀先の多くの村々に移入され、伊勢大神楽系の獅子舞と呼ばれる。

## 主な演目
- 『曲撥』
- 『長撥の曲』
- 『羽子板相生の曲』
- 『曲鞠』
- 『傘の曲』（傘回し） - 開いた和傘の上で鞠や桝を回したりする
- 『花籠鞠の曲』
- 『五階茶碗』
- 『相生茶碗の曲』
- 『水雲井の曲』
- 『末広一万燈』
- 土瓶回し - くわえたばちの上に土瓶を乗せたりする
- 茶番 - 歌舞伎のパロディー。2人で演じる。時に演じた。昭和の初めまでに廃れた。
- 掛け合い噺 - 現在の漫才の原型。昭和の初めまでに廃れた。
- 二人羽織

## 主な太神楽師
詳しくは太神楽曲芸協会#所属会員
- 海老一派
  - 海老一染之助・染太郎
  - 海老一鈴娘
- 翁家和楽社中
- 丸一仙翁社中（旧名：鏡味小仙社中）
- 鏡味仙三郎社中
  - 鏡味仙三
- 赤丸一派
  - 鏡味小鉄
- 水戸大神楽
  - 柳貴家正楽
  - 柳貴家小雪
  - 柳貴家小正楽
- その他
  - 鏡味健二郎
  - 春本助治郎
  - 宝家和楽・和喜美
  - ザ・ラッキー
  - 仙丸

出身者として、現在は俳優の尾藤イサオがいる。